# Agathosma alticola
Agathosma alticola là một loài thực vật có hoa trong họ Cửu lý hương. Loài này được Schltr. ex Dummer mô tả khoa học đầu tiên năm 1912.